# Martina Schickmair
Martina Schickmair (* 6. September 1977 in Schärding, geborene Kisslinger) ist eine österreichische Rechtswissenschaftlerin und Hochschullehrerin. Sie ist seit 2024 Universitätsprofessorin für Zivilrecht an der Rechtswissenschaftlichen Fakultät der Johannes Kepler Universität Linz (JKU Linz).

## Werdegang
Schickmair studierte von 1996 bis 2001 Rechtswissenschaften an der JKU Linz. Nach dem Gerichtsjahr begann sie 2002 als wissenschaftliche Mitarbeiterin bei Ferdinand Kerschner am Institut für Zivilrecht der JKU Linz, wo sie 2005 mit einer Dissertation zum Thema Gefährdungshaftung im Nachbarrecht promovierte. Diese Arbeit erschien beim Manz-Verlag und wurde mit mehreren Wissenschaftspreisen ausgezeichnet.
Nach ihrer Promotion absolvierte sie eine Ausbildung zur Rechtsanwältin und bestand 2010 die Rechtsanwaltsprüfung sowie 2013 die Richteramtsprüfung. 2010 kehrte sie an die JKU Linz zurück, zunächst als Universitätsassistentin, später als Assistenzprofessorin bzw. assoziierte Universitätsprofessorin. Ihre Habilitationsschrift verfasste sie zum Thema Kontrahierungszwang, wofür ihr im Jahr 2019 die Lehrbefugnis für das Fach Bürgerliches Recht verliehen wurde.
Im Oktober 2024 wurde sie zur Universitätsprofessorin für Zivilrecht an der JKU Linz berufen. Seit 2023 ist sie Vizedekanin für Forschung der Rechtswissenschaftlichen Fakultät.

## Veröffentlichungen (Auswahl)
- Gefährdungshaftung im Nachbarrecht. Manz 2006. ISBN 978-3-214-13316-0

- Kontrahierungszwang. Manz, Wien 2020. ISBN 978-3-214-02714-8

## Wissenschaftliche Auszeichnungen
- 2005: Österreichischer Umwelt- und Technikrechtspreis[7]
- 2006: Kardinal-Innitzer-Förderungspreis für Rechts- und Staatswissenschaften